# Phylica longimontana
Phylica longimontana är en brakvedsväxtart som beskrevs av Neville Stuart Pillans. Phylica longimontana ingår i släktet Phylica och familjen brakvedsväxter. Inga underarter finns listade i Catalogue of Life.